# Axel Herrera
Axel Arón Herrera Rojas (La Ligua, Región de Valparaíso, Chile, 9 de marzo de 2001) es un futbolista chileno. Juega de defensa y su equipo actual es Santiago Wanderers de la Primera B de Chile.

## Trayectoria
Formado desde pequeño en las divisiones inferiores del Santiago Wanderers lograría ser campeón en torneo de categorías menores saltando al primer equipo durante una huelga de futbolistas profesionales que enfrentaría a los equipos juveniles del equipo porteño contra Deportes Puerto Montt en la última fecha de la primera rueda de la Primera B de Chile 2019 siendo titular en este encuentro donde su equipo caería por dos goles a uno.

## Estadísticas

### Clubes
| Club                       | Div.          | Temporada     | Liga  | Liga  | Copas nacionales | Copas nacionales | Torneos internacionales | Torneos internacionales | Total | Total |
| Club                       | Div.          | Temporada     | Part. | Goles | Part.            | Goles            | Part.                   | Goles                   | Part. | Goles |
| -------------------------- | ------------- | ------------- | ----- | ----- | ---------------- | ---------------- | ----------------------- | ----------------------- | ----- | ----- |
| Santiago Wanderers · Chile | 2ª            | 2019          | 1     | 0     | —                | —                | —                       | —                       | 1     | 0     |
| Santiago Wanderers · Chile | 1ª            | 2020          | 7     | 0     | —                | —                | —                       | —                       | 0     | 0     |
| Santiago Wanderers · Chile | 1ª            | 2021          | 5     | 0     | —                | —                | —                       | —                       | 0     | 0     |
| Santiago Wanderers · Chile | 2ª            | 2022          | 7     | 0     | 3                | 0                | —                       | —                       | 10    | 0     |
| Santiago Wanderers · Chile | Total club    | Total club    | 20    | 0     | 3                | 0                | 0                       | 0                       | 23    | 0     |
| Total carrera              | Total carrera | Total carrera | 20    | 0     | 3                | 0                | 0                       | 0                       | 23    | 0     |
| 1. 2.                      |               |               |       |       |                  |                  |                         |                         |       |       |

### Resumen estadístico
| Competición               | Partidos | Goles |
| ------------------------- | -------- | ----- |
| Primera División de Chile | 12       | 0     |
| Primera B de Chile        | 8        | 0     |
| Copa Chile                | 3        | 0     |
| Total                     | 23       | 0     |

## Palmarés

### Títulos nacionales
| Título    | Club               | País  | Año  |
| --------- | ------------------ | ----- | ---- |
| Primera B | Santiago Wanderers | Chile | 2019 |